# Вервулвси Словенска Бистрица
Вервулвси Словенска Бистрица су словеначки клуб америчког фудбала из Словенске Бистрице. Основани су 2009. године. Такмиче се тренутно ни у Првенству Словеније.